# Предпочтение кодонов
Предпочте́ние кодо́нов — понятие, описывающее явление неравных частот встречаемости синонимичных кодонов в кодирующих областях генома.
В целом генетический код консервативен среди организмов. Однако предпочтение кодонов варьируется между организмами: в разных организмах выбор частых и редких синонимичных кодонов различен. В то же время этот выбор более или менее постоянен в разных генах одного генома. Гипотеза о том, что различные организмы имеют различные предпочтения, получила название геномной гипотезы предпочтения кодонов.
По мере накопления доступных для анализа нуклеотидных последовательностей из разных организмов становилось понятно, что неравное распределение синонимичных кодонов находится под действием эволюционных сил (естественный отбор, дрейф генов, мутации) и может проявляться по-разному в разных участках генов, геномов и в разных организмах.

## Общий обзор
Вследствие вырожденности генетического кода часть аминокислот закодирована несколькими кодонами. Кодоны, кодирующие одну аминокислоту, называют синонимичными, или изоакцепторными. Для 18 аминокислот существует более одного кодона (от 2 до 6). Для восьми аминокислот третья позиция их кодонов является вырожденной — там может встречаться любой из четырёх возможных нуклеотидов. Длительное время считалось, что изоакцепторные кодоны равноправны, поскольку последовательность кодируемого белка не меняется, и мутации, превращающие один изоакцепторный кодон в другой (например, мутации по третьему положению четырёхкратно вырожденных кодонов), являются нейтральными («молчащими»). Однако с появлением в открытом доступе нуклеотидных последовательностей различных генов стали накапливаться свидетельства неравного распределения синонимичных кодонов в кодирующей ДНК. В англоязычной литературе это явление получило название Codon usage bias.

## Эволюционные механизмы
Существуют две гипотезы, объясняющие явление предпочтения кодонов. Мутационная (нейтральная) гипотеза предполагает, что предпочтение кодонов существует из-за различных мутационных паттернов — некоторые кодоны в большей степени подвержены мутациям и поэтому встречаются реже. Гипотеза отбора объясняет существование кодонного предпочтения действием естественного отбора — предпочтение кодонов влияет на эффективность и точность экспрессии генов и, таким образом, создаётся и поддерживается отбором.

### Мутационная гипотеза
Мутационная гипотеза основана на том, что мутационные паттерны различаются у разных организмов и в разных частях одного генома. В результате этого различные кодоны мутируют с различной частотой, что может быть причиной различных предпочтений кодонов. Например, одним из наиболее значимых параметров, объясняющих различные предпочтения кодонов в разных организмах, является GC-состав.

### Гипотеза естественного отбора
Существуют доказательства и в пользу влияния естественного отбора. Мутационная гипотеза не может объяснить, почему наиболее частыми кодонами являются те, которые узнаются наиболее встречаемыми тРНК. Также, помимо GC-состава, предпочтение кодонов очень сильно коррелирует с уровнем экспрессии гена. Часто функционально связанные гены, с большой вероятностью экспрессирующиеся на одном уровне, имеют одинаковые кодонные предпочтения. В принципе, уровень экспрессии гена может влиять на мутационные паттерны и, именно таким образом, на предпочтение кодонов. Однако было показано, что предпочтения кодонов в экзонах и тринуклеотидов в интронах могут различаться, из чего следует, что кодонные предпочтения генов не могут быть объяснены только влиянием экспрессии на мутационный процесс (то есть может быть вовлечен и естественный отбор).

### Модель баланса действующих сил
Точные причины выбора предпочтительных кодонов остаются неясными. Однако, учитывая существование свидетельств в пользу и естественного отбора, и мутационного процесса, была сформирована модель предпочтения мажорных кодонов, или модель баланса мутационного процесса, естественного отбора и генетического дрейфа. В рамках этой модели естественный отбор поддерживает некоторые кодоны (предпочтительные, или мажорные) на более высоких частотах, в то время как мутационный процесс и генетический дрейф позволяют существовать минорным кодонам. Уровень экспрессии, функциональные связи, скорость рекомбинации и другие факторы могут обеспечивать разную степень выраженности предпочтения кодонов в разных генах.
Модель предпочтения мажорных кодонов пытались проверить количественно. Поначалу существование и направление естественного отбора и мутационного процесса пытались оценить для разных видов Drosophila. Результаты несколько менялись с появлением новых данных, однако в целом было показано, что в разных генах обычно либо наблюдается слабый положительный отбор в пользу мажорных кодонов, либо отбор не наблюдается. Это в общем не противоречит модели предпочтения мажорных кодонов и тому факту, что в разных генах степень выраженности предпочтения кодонов различается. Однако для некоторых генов был показан слабый положительный отбор в пользу минорных кодонов, что свидетельствует о том, что естественный отбор не всегда поддерживает кодоны, обеспечивающие эффективность и точность экспрессии.

## Биологические эффекты
Кодонные предпочтения можно рассматривать на разных уровнях: на уровне различных видов, внутри одного генома и в пределах одного гена.

### Видовой уровень
На данном уровне кодонные предпочтения в значительной мере определяются GC-составом генома. Показано, что по одним лишь некодирующим областям можно довольно точно предсказать различия в кодонных предпочтениях разных видов бактерий. Для млекопитающих, чья скорость мутаций в большой степени определяется контекстом (в частности, CpG динуклеотидами), показана зависимость паттерна предпочтения кодонов от контекста последовательности.
Таким образом, видовые различия кодонных предпочтений объясняются преимущественно мутационными процессами.

### Геномный уровень
Степень выраженности кодонного предпочтения варьируется среди различных генов в геноме. Общими закономерностями, продемонстрированными на многих модельных организмах, являются положительная корреляция между уровнем экспрессии и силой кодонного предпочтения (степень выраженности неравных частот кодонов) и отрицательная корреляция между уровнем экспрессии и скоростью синонимичных замен. Классическим объяснением данных закономерностей является действие естественного отбора: в генах с высоким уровнем экспрессии предпочтение кодонов сильно выражено и хорошо согласуется с паттерном встречаемости изоакцепторных тРНК в клетке. Это объяснение не охватывает всех полученных на данных момент сведений: около трети бактериальных геномов не содержат доказательства подобного отбора на уровне трансляции. Кроме того, остаётся неясной причина трансляционного отбора: предпочтение кодонов в высоко экспрессируемых генах может быть обусловлено как эффективностью, так и точностью трансляции. Обе модели имеют экспериментальные подтверждения:
- связь точности трансляции и кодонного предпочтения показана для D. melanogaster[31], C. elegans[32] и некоторых одноклеточных[33]. Для этих видов установлено, что высококонсервативные аминокислотные остатки имеют более выраженную адаптацию кодонного состава к уровню изоакцепторных тРНК. Для кишечной палочки показана[34] корреляция между степенью кодонной адаптации и длиной белка: поскольку ошибки трансляции энергетически невыгодны, цена ошибки увеличивается с длиной белка. Эта корреляция, однако, не наблюдается у ряда многоклеточных модельных организмов[20];
- в пользу важности эффективности трансляции говорит корреляция между минимальным временем жизни поколения бактериальных видов и степенью кодонной адаптации в высоко экспрессируемых генах[30]. В этом случае логично ожидать корреляцию, если адаптация повышает скорость элонгации белковой цепи, но не точность трансляции.

В принципе, эти две модели не противоречат друг другу. Но для некоторых аминокислот показано, что скорость элонгации и точность трансляции имеют различные оптимальные кодоны.

### Уровень одного гена
В генах есть определённые мотивы (сайты посадки различных факторов, сайты сплайсинга и т. д.), нарушение которых может привести к серьёзным последствиям. В этих мотивах даже синонимические замены находятся под отбором. Так, например, показано, что вблизи сайтов сплайсинга паттерн кодонного предпочтения отличается от паттерна по гену в целом и может не совпадать с трансляционно оптимальным паттерном. Особые паттерны минорных кодонов могут возникать в местах остановки рибосомы, необходимых для правильного сопряжённого с трансляцией фолдинга.
Помимо этих мотивов можно выделить некоторые общие закономерности, задающие вариацию кодонного предпочтения в пределах одного гена:
- образование третичной структуры на 5'-конце мРНК подавляет инициацию трансляции. Для широкого спектра организмов показано, что в 5'-регионе мРНК снижены кодонная адаптация и частота синонимичных замен[38];
- обнаружена слабая адаптация кодонов в пределах первых 90—150 нуклеотидов гена. Предложено несколько объяснений данному наблюдению. Возможно, регуляторное замедление начальных этапов элонгации препятствует столкновению рибосом на 3'-конце мРНК[39]. Другое возможное преимущество — упрощение посадки шаперонов на синтезируемый полипептид[40];
- если предположить, что тРНК, передавшая аминокислоту рибосоме, диссоциирует с рибосомы медленнее, чем происходит повторное ацилирование этой тРНК новой аминокислотой, то может быть эффективным повторное использование этой же тРНК для той же аминокислоты в этом участке мРНК. В таком случае можно ожидать локальные паттерны кодонного предпочтения в разных участках гена, если на близком расстоянии закодировано несколько одинаковых аминокислот. Такие паттерны были обнаружены в эукариотах, в частности, в генах ответа на стресс, а явление получило название кодонной автокорреляции. Автокорреляция была наиболее выражена для изоакцепторных кодонов редких тРНК высоко экспрессирующихся генов[41].

## Методы детекции и количественного измерения
Предложено несколько способов измерения степени выраженности кодонного предпочтения.
- Наиболее известная мера предложена Shapr & Li в 1986 году[42]. Индекс отношения использования синонимичных кодонов (relative synonymous codon usage) отражает то, насколько отклоняется частота использования конкретного кодона от ожидаемой частоты при равномерном распределении синонимичных кодонов:

{\displaystyle RSCU_{ij}={\frac {X_{ij}}{\left({\frac {1}{n_{i}}}\right)\sum \limits _{j=1}^{n_{i}}X_{ij}}}} , где {\displaystyle {X_{ij}}} — число j-х кодонов, кодирующих i-ую аминокислоту, n — число синонимичных кодонов для i-й аминокислоты.
- Авторами RSCU был также предложен индекс адаптации кодонов[англ.][43] — мера адаптации гена к кодонному предпочтению. Эта мера определяется как среднее геометрическое значений относительной адаптивности для всех кодонов в гене:

{\displaystyle CAI(g)={\left(\prod _{k=1}^{L}w_{k}\right)}^{\frac {1}{L}}}, где {\displaystyle g} — ген, {\displaystyle L} — число кодонов в гене, {\displaystyle w_{k}} — относительная адаптивность {\displaystyle k}-го кодона в гене. Относительная адаптивность кодона рассчитывается следующим образом:
{\displaystyle w_{i,j}={\frac {x_{i,j}}{y_{j}}}}, где {\displaystyle x_{i,j}} — количество в гене {\displaystyle i}-ых кодонов, соответствующих {\displaystyle j}-ой аминокислоте, {\displaystyle y_{j}} — количество в гене кодонов наиболее представленного типа (среди всех кодонов, соответствующих {\displaystyle j}-ой аминокислоте).
- Другой подход к оценке кодонного предпочтения основан на использовании энтропии Шеннона[44]. Этот подход нашёл применение в ряде статистик (например, SCUO[45]).

Также существуют методы для оценки различий кодонного предпочтения в разных генах. В их основе могут лежать метод главных компонент, метод k средних, метод максимального правдоподобия.
Многие из них реализованы в виде отдельных программ.

## Примеры

### Предпочтение кодонов у бактерий
В 2012 году группой учёных был обнаружен один из аспектов кодонного предпочтения в бактериях. С помощью рибосомного профайлинга на бактериях E. coli и B. subtilis было показано, что наличие в теле гена последовательностей, похожих на последовательность Шайна — Дальгарно (ШД), вызывает остановку трансляции. Это задаёт направление для характера предпочтения кодонов: ШД-подобные последовательности в генах избегаются. Остановка объясняется гибридизацией ШД-подобной последовательности с антиШД-последовательностью в составе рибосомы. Несмотря на то, что на пары кодонов, способных к образованию ШД-подобной последовательности, действует отбор, они всё же встречаются в последовательностях. На это можно смотреть с двух разных точек зрения. Во-первых, не для любой пары аминокислот можно подобрать «правильные» кодоны, которые не будут гибридизоваться с рибосомой, то есть действие отбора ограничено аминокислотной последовательностью. Во-вторых, такие участки могут нести регуляторную функцию. Остановки рибосомы могут использоваться для регуляции сопряжённого с трансляцией фолдинга или транскрипции (которая в бактериях также сопряжена с трансляцией).

### Предпочтение кодонов у насекомых
В результате исследования 6698 ортологов из 12 видов Drosophila было показано, что во всех видах, кроме одного, существует предпочтение кодонов, заканчивающихся на G или C. У D. willistoni наблюдался сдвиг в сторону кодонов, заканчивающихся на А или Т. В большинстве генов наблюдался положительный отбор на кодоны, заканчивающиеся на G или C; в небольшой части генов сдвиг кодонного состава был вызван мутационным процессом. Наиболее сильный отбор был показан у группы melanogaster.
У пчёл в генах, расположенных в GC-бедных регионах, наблюдается намного большее разнообразие в предпочтении кодонов и аминокислот, чем в генах, расположенных в GC-богатых регионах.

## Биотехнологическое значение
Экспрессия функциональных белков в модельных организмах (таких, как бактерии) повсеместно используется в биотехнологии. Такие технологии часто сталкиваются с трудностями, связанными с экспрессией белка вне родного организма. Для оптимизации синтеза применяется редизайн последовательности гена, направленный на модификацию зоны инициации трансляции, изменение структурных элементов мРНК и изменение паттерна предпочтения кодонов, чтобы получившаяся последовательность была максимально похожа на последовательности используемого организма. Для модификации целевого гена применяют как сайт-направленный мутагенез, так и ресинтез всего гена. Помимо этого может подвергаться модификации и сам используемый организм, например, в нём могут быть так изменены уровни экспрессии генов тРНК, чтобы состав пула тРНК соответствовал кодонным предпочтениям целевого гена.
Тем не менее, подобных оптимизаций может быть недостаточно, либо они могут приводить к тому, что функциональный продукт синтезироваться не будет. Стратегия оптимизации кодонов основывается на трех предположениях:
1. Минорные кодоны уменьшают скорость синтеза пептидов.
2. Синонимичные замены не влияют на структуру и функции белка.
3. Замена минорных кодонов на синонимичные мажорные приводит к увеличению скорости синтеза пептидов[58].

Поскольку не у всех организмов и не во всех генах кодонный состав коррелирует с уровнем экспрессии, предположения 1 и 3 выполняются не всегда. Предположение 2 также выполняется не всегда: первичная последовательность влияет на ритм движения рибосомального комплекса по мРНК, что, в свою очередь, влияет на правильность сворачивания полипептидной цепи в пространственную структуру. Более того, первичная последовательность участвует в комплементарных взаимодействиях — формировании вторичной структуры мРНК, а также взаимодействии и рибосомальными и различными малыми РНК. Все это может повлиять на инициацию, элонгацию, паузы и терминацию транскрипции, а также реинициацию, фреймшифты и стабильность мРНК.